# Palpa (distrito do Peru)
Palpa é um distrito do Peru, departamento de Ica, localizada na província de Palpa.

## Transporte
O distrito de Palpa é servido pela seguinte rodovia:
- PE-1S, que liga o distrito de Lima (Província de Lima à cidade de Tacna (Região de Tacna - Posto La Concordia (Fronteira Chile-Peru) - e a rodovia chilena Ruta CH-5 (Rodovia Pan-Americana)
- PE-30D, que liga o distrito à cidade de Los Morochucos (Região de Ayacucho)
- IC-111, que liga o distrito ao norte de seu território[1][2][3]